# マリウス・ウルジカ
マリウス・ダニエル・ウルジカ（Marius Daniel Urzică、1975年9月30日 - ）は、ルーマニアの元体操競技選手。

## 略歴
1990年代中期から2000年代中期まで、10年以上に渡り世界のトップクラスで活躍し、あん馬と平行棒の技名に名を残す。オリンピックには三大会連続で出場し、特に2000年のシドニー五輪では、あん馬でルーマニア男子体操史上初の金メダルを獲得している。
2005年に現役引退。その後、体操ショーの出演等を経て、2011年世界体操競技選手権には、ルーマニア男子チームのコーチとして姿を見せた。